# Elmschenhagen
Elmschenhagen, Kiel-Elmschenhagen – dzielnica miasta Kilonia w Niemczech, w kraju związkowym Szlezwik-Holsztyn.